# Hohenlohe (Familienname)
Hohenlohe ist ein deutscher Familienname.

## Namensträger
- Adolf zu Hohenlohe-Ingelfingen (1797–1873), deutscher Militär
- Agnes von Hohenlohe (um 1295–1346), Tochter von Kraft I. von Hohenlohe
- Albert zu Hohenlohe-Jagstberg (1842–1898), Standesherr des Königreichs Württemberg
- Albrecht I. von Hohenlohe († 1338)
- Albrecht II. von Hohenlohe († 1372), Bischof von Würzburg, siehe Albrecht II. von Hohenlohe
- Albrecht Wolfgang zu Hohenlohe-Langenburg (1659–1715), Graf von Hohenlohe-Langenburg, siehe Albrecht Wolfgang (Hohenlohe-Langenburg)

- Albrecht von Hohenlohe-Uffenheim († 1289/90)
- Albrecht von Hohenlohe-Uffenheim († 1312)
- Albrecht I. von Hohenlohe-Uffenheim († 1338)

- Albrecht von Hohenlohe-Weikersheim († 1429)

- Alexander zu Hohenlohe-Schillingsfürst (Politiker) (1862–1924), deutscher Diplomat und Publizist
- Alexander zu Hohenlohe-Waldenburg-Schillingsfürst (1794–1849), katholischer Geistlicher und Wunderheiler
- Alfonso zu Hohenlohe-Langenburg (1924–2003), deutsches Mitglied des Jet-Sets
- Carl zu Hohenlohe-Ingelfingen (1820–1890), deutscher Politiker
- Chlodwig zu Hohenlohe-Schillingsfürst (1819–1901), deutscher Reichskanzler
- Christian (Hohenlohe-Waldenburg-Bartenstein) (1627–1675), deutscher Politiker
- Christiane Louise zu Hohenlohe-Kirchberg (1754–1815), deutsche Porträtmalerin und Kunstsammlerin
- Christoph von Hohenlohe (1956–2006), österreichisches Mitglied des Hochadels
- Diana zu Hohenlohe (* 1970), deutsche Rechtswissenschaftlerin
- Eleonore Klara von Hohenlohe-Neuenstein (1632–1709), Gräfin von Nassau-Saarbrücken
- Ernst I. zu Hohenlohe-Langenburg (1794–1860), Fürst des Hauses Hohenlohe-Langenburg
- Ernst II. zu Hohenlohe-Langenburg (1863–1950), Regent von Sachsen-Coburg und Gotha
- Franz-Albrecht Metternich-Sándor (1920–2009), österreichisches Mitglied des Hauses Hohenlohe
- Franz Josef zu Hohenlohe-Schillingsfürst (1894–1970), deutscher Genealoge
- Franziska zu Hohenlohe-Waldenburg-Schillingsfürst (1897–1989), österreichische Prinzessin
- Friedrich Franz zu Hohenlohe-Waldenburg-Schillingsfürst (1879–1958), deutsch-ungarischer Aristokrat
- Friedrich Ludwig Fürst zu Hohenlohe-Ingelfingen, Fürst zu Hohenlohe-Öhringen (1746–1818), preußischer General, siehe Friedrich Ludwig (Hohenlohe-Ingelfingen-Öhringen)
- Friedrich I. von Hohenlohe († 1352), Bischof von Bamberg
- Georg von Hohenlohe (um 1350–1423), Fürstbischof von Passau und Administrator von Gran
- Georg Friedrich (Hohenlohe-Neuenstein-Weikersheim) (1569–1645), Offizier
- Gottfried von Hohenlohe (1265–1309), Hochmeister des Deutschen Ordens
- Gottfried III. von Hohenlohe  († 1322), Bischof von Würzburg
- Gottfried I. (Hohenlohe) († 1354 oder 1355), Herr zu Hohenlohe, kaiserlicher Rat
- Gottfried zu Hohenlohe-Schillingsfürst (1867–1932), Sohn von Konstantin, Botschafter Österreich-Ungarns in Berlin 1914–1918
- Gustav Adolf zu Hohenlohe-Schillingsfürst (1823–1896), deutscher Kardinalbischof
- Heinrich von Hohenlohe († 1249), Deutschmeister des Deutschen Ordens
- Hubertus von Hohenlohe (* 1959), Liechtensteiner Skirennläufer und Geschäftsmann
- Hugo zu Hohenlohe-Öhringen (1816–1897), deutscher General und Politiker
- Johannes zu Hohenlohe-Bartenstein (1863–1921), deutscher Offizier und Standesherr
- Joseph Christian Franz zu Hohenlohe-Waldenburg-Bartenstein (1740–1817), Fürstbischof von Breslau
- Karl zu Hohenlohe-Jagstberg (1766–1838), deutscher Fürst
- Karl Hohenlohe (* 1960), österreichischer Journalist und Medienunternehmer
- Karl August zu Hohenlohe-Waldenburg-Bartenstein (1788–1844), württembergischer Standesherr und Offizier
- Karl Ludwig Fürst zu Hohenlohe-Langenburg (1762–1825), 3. Fürst des Hauses Hohenlohe-Langenburg, siehe Karl Ludwig (Hohenlohe-Langenburg)
- Karl Ludwig Wilhelm Leopold Fürst zu Hohenlohe-Langenburg (1829–1907), 5. Fürst des Hauses Hohenlohe-Langenburg, siehe Karl zu Hohenlohe-Langenburg
- Karl Prinz von Ratibor und Corvey (Prinz zu Hohenlohe-Schillingsfürst; 1860–1931), deutscher Politiker
- Konrad zu Hohenlohe-Schillingsfürst (1863–1918), österreichischer Politiker
- Konstantin zu Hohenlohe-Schillingsfürst (1828–1896), österreichischer Obersthofmeister
- Kraft VI. (Hohenlohe-Weikersheim) (1452–1503), deutscher Domherr
- Kraft-Alexander zu Hohenlohe-Oehringen (1925–2006), deutscher Schauspieler und Intendant
- Kraft zu Hohenlohe-Ingelfingen (1827–1892), preußischer General
- Leopold Alexander von Hohenlohe, siehe Alexander zu Hohenlohe-Waldenburg-Schillingsfürst
- Louise Eleonore zu Hohenlohe-Langenburg (1763–1837), Herzogin von Sachsen-Meiningen
- Ludwig zu Hohenlohe-Jagstberg (1802–1850), deutscher Fürst
- Ludwig Aloys (Hohenlohe-Waldenburg-Bartenstein) (1765–1829), deutscher Reichsfürst und General
- Marie zu Hohenlohe-Schillingsfürst (1837–1920), österreichische Mäzenin
- Martina Hohenlohe (* 1972), österreichische Journalistin und Sachbuchautorin

- Max Egon zu Hohenlohe-Langenburg (1897–1968), liechtensteinisch-spanischer Adliger
- Max Emanuel zu Hohenlohe-Langenburg (1931–1994), liechtensteinischer Skirennläufer, siehe Max von Hohenlohe
- Max Karl zu Hohenlohe-Langenburg (1901–1943), österreichisch-deutscher Künstler und Literat
- Max zu Hohenlohe-Oehringen (1860–1922), preußischer Generalmajor
- Max zu Hohenlohe-Schillingsfürst (1856–1924), deutscher Diplomat, siehe Max von Ratibor und Corvey
- Moritz zu Hohenlohe-Schillingsfürst (1862–1940), deutscher Staatsmann
- Philipp zu Hohenlohe-Langenburg  (* 1970), deutscher Unternehmer
- Philipp zu Hohenlohe-Schillingsfürst (1864–1942), österreichischer Ordenspriester und Universitätsprofessor
- Philipp Ernst zu Hohenlohe-Schillingsfürst (1853–1915), Präsident des Deutschen Olympischen Komitees
- Philipp Karl zu Hohenlohe-Bartenstein (1668–1729), deutscher Reichsgraf und Begründer der barocken Stadtanlage Bartensteins
- Sigmund zu Hohenlohe (1485–1534), deutscher Geistlicher
- Stéphanie zu Hohenlohe-Waldenburg-Schillingsfürst (1891–1972), deutsche Spionin
- Teresa Hohenlohe (1964–2007), österreichische Galeristin
- Therese zu Hohenlohe-Waldenburg (1869–1927), deutsche Adlige; Förderin der landwirtschaftlichen Hausfrauenvereine in Württemberg
- Victor Moritz Karl zu Hohenlohe-Schillingsfürst (1818–1893), deutscher Standesherr und Politiker siehe Victor I. von Ratibor
- Viktor zu Hohenlohe-Langenburg (1833–1891), britannischer Admiral, Bildhauer, Künstler und Aquarellmaler
- Wolfgang II. von Hohenlohe (1546–1610), Alchemist und Graf in Weikersheim